# Castianeira rica
Castianeira rica är en spindelart som beskrevs av Reiskind 1969. Castianeira rica ingår i släktet Castianeira och familjen flinkspindlar. Inga underarter finns listade.